# Шахрвараз Джадуя
Шахрвараз Джадуя (перс. شهربراز جادویه‎) — сасанидский военный офицер из дома Мехранов. Он был в родстве с Шахрваразом, сасанидским спахбедом и кратковременно шахиншахом. Он участвовал в битве при Исфахане вместе с Фадхусфаном и другим персидским генералом против арабов-мусульман. Однако он потерпел поражение и был убит во время битвы.